# Nyelvészeti Füzetek
A Nyelvészeti Füzetek egy 20. század eleji magyar nyelvészeti könyvsorozat volt, amely Simonyi Zsigmond szerkesztésében az Athenaeum Irodalmi és Nyomdai Rt. gondozásában jelent meg Budapesten 1902 és 1909 között:
- 1. szám. Simonyi Zsigmond. A magyar szórend. Különleny. a »Magyar Nyelvőr«-ből. (104 l.) 1902.
- 2. szám. Simai Ödön. Márton József mind szótáríró. (60 l.) 1902.
- 3. szám. Kocsis Lénárd. A mondatrészek viszonya Brassai mondatelméletében. (68 l.) 1902.
- 4. szám. Simonyi Zsigmond. Tréfás népmesék és adomák. Nyelvjárási olvasókönyv. A »Magyar Nyelvőr« gyűjteményeiből szerkesztette –. (92 l.) 1902.
- 5. szám. Simonyi Zsigmond. Az új helyesírás. A vallás- és közoktatásügyi m. kir. miniszter 1903. március 14-én 862. sz. alatt kelt rendeletével kiadott magyar iskolai helyesírás szövege és magyarázata bővített szójegyzékkel. (87 l.) 1903.
- 6. szám. Rubinyi Mózes, dr. Két tanulmány a nyelvészet s a nyelvművelés történetéből. – Grimm és Révai. – A Mondolatról s a nyelvújításnak egy elhanyagolt forrásáról. Különleny. a »Magyar Nyelvőr«-ből. (48 l.) 1903.
- 7. szám. Gombocz Zoltán. Nyelvtörténet és lélektan. Wundt néplélektanának ismertetése. Különleny. a »Magyar Nyelvőr«-ből. (64 l.) 1903.
- 8. szám. Simonyi Zsigmond. Helyes magyarság. A hibás kifejezések, a kerülendő idegen szók a helyesírás szótárával. (212 l.) 1903.
- 9. szám. Varga Ignác, Szabó Dezső, Kertész Manó. Nyelvjárási tanulmányok. I. (56 l., 1 térképmellékl.) 1903.
- 10. szám. Nagy Sándor. A váci nyelvjárás. (83 l.) 1903.
- 11. szám. Simonyi Zsigmond. Elvonás. (Elemző szóalkotás.) Javított lenyomat a »Magyar Nyelvőr«-ből. (72 l.) 1903.
- 12. szám. Székely Ábrahám. Alanytalan mondataink alanyáról. (56 l.) 1903.
- 13. szám. Erdélyi Lajos, Horger Antal, Szemkő Aladár. Nyelvjárási tanulmányok. II. Különleny. a »Magyar Nyelvőr«-ből. (47 l.) 1903.
- 14. szám. Simai Ödön, dr. Dugonics András mint nyelvújító. (58 l.) 1903.
- 15. szám. Simonyi Zsigmond. A nyelvtörténeti szótárról. I. Bartha József, Melich János és Szilasi Móric közreműködésével írta –. (IV, 124 l.) 1903.
- 16. szám. Berze Nagy János. A hevesmegyei nyelvjárás. (59 l.) 1903. 1.50
- 17. szám. Beke Ödön. A pápavidéki nyelvjárás. Veszprém vármegye s a pápai Jókai-kör támogatásával. 3 rajzmelléklettel. (72 l.) 1905.
- 18. szám. Gácser József. Telegdi Miklós nyelve. 1905.
- 19. szám. Valló Albert, Águcz Lajos, Szenttamási János és Stan Vazul. Kölcsönös hatások a hazai nyelvek közt. I. Tót jövevényszók. Magyar elemek a mócok nyelvében. Különleny. a »Magyar Nyelvőr-ből.« (50 l.) 1905.
- 20. szám. Szücs István és Gencsy István. Nyelvjárási tanulmányok. III. A nyitravidéki palóc és a gyergyói székely nyelvjárás. (62 l.) 1905.
- 21. szám. Kertész Manó. Analógia a mondatszerkesztésben nyelvtörténeti és lélektani szempontból. Jutalmazott egyetemi pályamunka. Különleny. a »Magyar Nyelvőr«-ből. (56 l.) 1905.
- 22. szám. Vértes József. A gyermeknyelv hangtana. Javított lenyomat a »Magyar Tanítóképző«-ből. (32 l.) 1905.
- 23. szám. Szegleti István. A főnévi igenév Arany Jánosnál. Különlenyomat a »Magyar Nyelvőr«-ből. (32 l.) 1905.
- 24. szám. Réger Béla. A határozott névmutató. Különleny. a »Magyar Nyelvőr«-ből. (41 l.) 1905.
- 25. szám. Beke Ödön, dr. A vogul határozók. Különleny. a »Nyelvtudományi Közlemények«-ből. (63 l.) 1905.
- 26. szám. Oláh Gábor. A debreceni nyelvjárás. Debrecen város és a debreceni Csokonai-kör támogatásával. (63 l.) 1905.
- 27. szám. Nádai Pál. A magyar nép-etimologia. (38 l.) 1905.
- 28. szám. Simonyi Zsigmond, dr. Az ikes ragozás története. Különlenyomat a »Nyelvőr«-ből. (57, 1 l.) 1906.
- 29. szám. Böszörményi Géza. A jánosfalvi nyelvjárás. (43 l.) 1906.
- 30. szám. Geleji Katona István. Magyar gramatikatska. A'vagy az igaz magyar írásban és szollásban kivántató néhány szükséges Observatiok. mellyeket irogatási és elmélgetési kozott egyszer, másszor eszében szedegetett, és Magyar munkájiban főbb-képpen a Titkok-Titka-ban, kovetett is és egy-ként a' maga irásának, és szollásának mentségére s' másként pedig a' Magyarországon kapdosó elmés iffjuságjnak oktattatására kibotsátott. G. K. I. Jegyzetekkel újra kiadta Simornyi Zsigmond. (32 l.) 1906.
- 31. szám. Teleky István. A tárgyeset Arany Jánosnál. (50 l.) 1906.
- 32. szám. Viski Károly. A tordai nyelvjárás. (64 l.) 1906.
- 33. szám. Beke Ödön, dr. Kemenesalja nyelve. (43 l.) 1906.
- 34. szám. Horváth Endre. A bakonyalji nyelvjárás. A nyelvjárás térképével és rajzmelléklettel. (185, 1 l.) 1906.
- 35. szám. Szolár Ferenc. Jelentéstanulmányok az asszimilációs jelentésváltozásokról. (48 l.) 1906.
- 36. szám. Császár Loránd, Szeremley. Jelentéstanulmányok a komplikációs jelentésváltozásról. Különlenyomat a »Magyar Nyelvőr«-ből. (73 l.) 1906.
- 37. szám. Bacsó Gyula. Az adavidéki nyelvjárás, fő tekintettel a mondattani sajátságokra. (61 l.) 1906.
- 38. szám. Szabó Sándor, dr. A szigetközi nyelvjárás. Győr vármegye támogatásával. (62 l.) 1906.
- 39. szám. Vikár Béla. A regős ének. Bővített különleny. a »Magyar Nyelvőr«-ből. (63 l.) 1906.
- 40. szám. Édes Jenő. A balatonfelvidéki népnyelv. Zala vármegye támogatásával. Egy térképpel. (70 l.) 1906.
- 41. szám. Búzás Győző. A németes összetételek története. Különleny. a »Magyar Nyelvőr«-ből. (48 l.) 1907.
- 42. szám. Fest Sándor. Hangátvetés a magyar nyelvben. (29 l.) 1907.
- 43. szám. Galambos Dezső. Tanulmányok a magyar relativum mondattanáról. (43 l.) 1907.
- 44. szám. Kräuter Ferenc. A mássalhangzók hasonulása a magyarban. Különleny. a »Magyar Nyelvőr«-ből. (39 l.) 1907.
- 45. szám. Pálfi Márton. Kolozsvári glosszák. Különlenyomat a »Magyar Nyelvőr«-ből. (57 l.) 1907.
- 46. szám. Melich János. A magyar szótárirodalom. 1. füzet. A legrégibb szójegyzékektől P. Páris szótáráig. Különleny. a »Nyelvtudományi Közlemények«-ből. (197 l.) 1907.
- 47. sz. Simonyi Zsigmond. Igenévi szerkezetek. Különlenyomat a »Magyar Nyelvőr«-ből. (50 l.) 1907.
- 48. szám. Szabó Lajos. A nagykanizsai nyelvjárás. (66 l.) 1907.
- 49. szám. Laczkó Géza. Játszi szóképzés. Különleny. a »Magyar Nyelvőr«-ből. (53 l.) 1907.
- 50. szám. Klemm I. Antal. Baróti Szabó Dávid nyelve nyelvújítási szempontból. (70 l.) 1908.
- 51. szám. Batta Béla. A melléknévi mondatok népies használata. Különleny. a »Magyar Nyelvőr«-ből. (50 l.) 1908.
- 52. szám. Vass János. Fejezetek a népnyelv mondattanából. (47 l.) 1908.
- 53. szám. Dénes Szilárd. Kossuth Lajos a szónok. (54 l.) 1908.
- 54. szám. Kulcsár Gyula. A magyaros írásművészet főkérdései. Különlenyomat a »Magyar Nyelvőr«-ből. (42, 1 l.) 1909.
- 55. szám. Csűri Bálint. Teleki József gróf mint nyelvész. Különlenyomat a »Magyar Nyelvőr«-ből. (38 l.) 1909.
- 56. szám. Maday Gyula. A hajdúk beszéde. (53 l.) 1909.
- 57. szám. Vass Béla. A nagykőrösi nyelvjárás. (44 l.) 1909.
- 58. szám. Prohászka János. Petőfi költői nyelvének fősajátságai. (70 l.) 1909.
- 59. szám. Réthei Prikkel Marián. Csúzy Zsigmond szavai. Szótörténeti tanulmány. Különleny. a »Magyar Nyelvőr«-ből. (72 l.) 1909.
- 60. szám. Réthei Prikkel Marián. Sándor István nyelvtudománya. (88 l.) 1909.
- 61. szám. Wiski Károly és Borbély István. Régi szentírás fordítások. Komjáti szent Pálja. –A Heltai-féle biblia. Különleny. a »Magyar Nyelvőr«-ből. (31 l.) 1909.
- 62. szám. Gesztesi Gyula. Csokonai és a nyelvújítás. (36 l.) 1909.
- 63. szám. Csűri Bálint. Az ige. (76 l.) 1909.
- 64. szám. Steuermann Mihály. A székely nyelvjárás szórendi sajátságai. (55 l.) 1909.